# Hanane Al-Barassi
Hanane Al-Barassi (Cerca de 1973 – Bengasi, 10 de novembro de 2020) foi uma ativista líbia pelos direitos humanos e pelos direitos das mulheres.

## Biografia
Al-Barassi nasceu na Líbia em 1974. Ela nasceu numa tribo influente no leste do país. Ela foi muito activa nas redes sociais, contornando controles rígidos e transmitindo transmissões ao vivo para defender os direitos das mulheres e denunciar a corrupção, especialmente por Khalifa Haftar e seus militantes armados. De acordo com Hanan Salah, repórter da Human Rights Watch, Al-Barassi também lutou contra fraudes financeiras e supostos casos de violação e agressão sexual na cidade de Benghazi. As suas acções foram amplamente divulgadas, atraindo muitos inimigos para si mesma.
Hanane Al-Barassi foi assassinada em Benghazi no dia 10 de novembro de 2020 por um grupo de homens que apoiavam Haftar, embora estes não tenham sido identificados. Pouco antes da sua morte, ela estava transmitindo ao vivo no Facebook, criticando Khalifa Haftar. A Amnistia Internacional informou que ela já tinha recebido ameaças de morte e que uma tentativa de assassinato da sua filha em Benghazi tinha falhado no ano anterior. O Syndicat des avocats libyens declarou que as forças de segurança instruíram os assassinos a "silenciá-la".
A morte de Al-Barassi destacou o perigo de denegrir líderes políticos na Líbia, informou a Amnistia Internacional. A sua morte ocorreu um ano após o desaparecimento do parlamentar Seham Sergiwa, que foi sequestrado por homens armados que apoiavam Haftar em Trípoli e nunca mais reapareceu. Na sua lápide, a inscrição "Martírio da Verdade" serve para honrar a memória de Al-Barassi.